# مرکز بین‌المللی مقام جمهوری آذربایجان
مرکز بین‌المللی مقام (به ترکی آذربایجانی- Beynəlxalq Muğam Mərkəzi) مرکز فرهنگی می‌باشد که، در باکو، در پارک ساحل قرار گرفته‌است.

## تاریخ مرکز
در ۲۷ دسامبر سال ۲۰۰۹ مراسم افتتاحیه مرکز بین‌المللی مقام در بلوار باکو برگزار گردید. این مرکز فرهنگی به ابتکار مهربان علیوا، بانوی اول جمهوری آذربایجان، سفیر حسن نیت یونسکو، آیسسکو و نماینده مجلس جمهوری آذربایجان و رئیس بنیاد خیریه حیدر علی اف تأسیس گردیده‌است. در یک گردهمایی با مشارکت خوانندگان و استادان موسیقی مقامی، در نتیجه مذاکرات و رایزنی‌هایی تصمیم بر آن گرفته شد که، جهت توسعه بیشتر و تبلیغ موسیقی مقامی جمهوری آذربایجان چنین مرکز بین‌المللی مقام ایجاد گردد.
الهام علی اف، رئیس جمهوری آذربایجان فرمانی برای ایجاد مرکز بین‌المللی مقام صادر نموده بود. بنابراین گام‌های مؤثری برای پا بر جا ماندن موسیقی مقامی مردم آذربایجان که، الگویی از فرهنگی منحصر به فرد آن ملت محسوب می‌شود و نقش تکرار ناپذیری در راستای شکل‌گیری موسیقی آذربایجانی بر روی مبنایی فلسفی غنی ایفا کرده‌است، برداشته شد. ثبت موسیقی مقامی جمهوری آذربایجان در یک رده با نمونه‌های نادر فرهنگ بشر در فهرست میراث جهانی یونسکو، تأیید می‌نماید که، آن الگوی هنری به‌طور کلی نمونه‌ای فرهنگی تکرار نشدنی می‌باشد.
مساحت کل مرکز بین‌المللی مقام که، مراسم طرح افکنی آن با حضور الهام علی اف، رئیس جمهوری آذربایجان، مهربان علی اوا، بانو اول جمهوری آذربایجان و «کوئیچیرو ماتسوئورا»، مدیر کل وقت یونسکو برگزار گردیده بود، ۷٫۵ هزار متر مربع می‌باشد. ساختمان این مرکز سه طبقه است.
شکل و نمای ساختمان اجزای تار، یکی از سازهای موسیقی قدیمی جمهوری آذربایجان را در ذهن همگان زنده می‌کند. تجهیزات این بنا که، با برخورداری از فناوری‌های روز ساخته شده‌است، از کشورهای ایتالیا، اتریش، ترکیه و فرانسه آورده شده‌اند.
مرکز بین‌المللی مقام از سالن کنسرت ۳۵۰ نفره، کلوب، رستورانی ۸۰ نفره، اتاق‌های آموزشی و استودیوی ضبط صدا برخوردار می‌باشد. بنای مرکز مجهز به سیستم تهویه و گرمایش مدرن است.

## نگارخانه

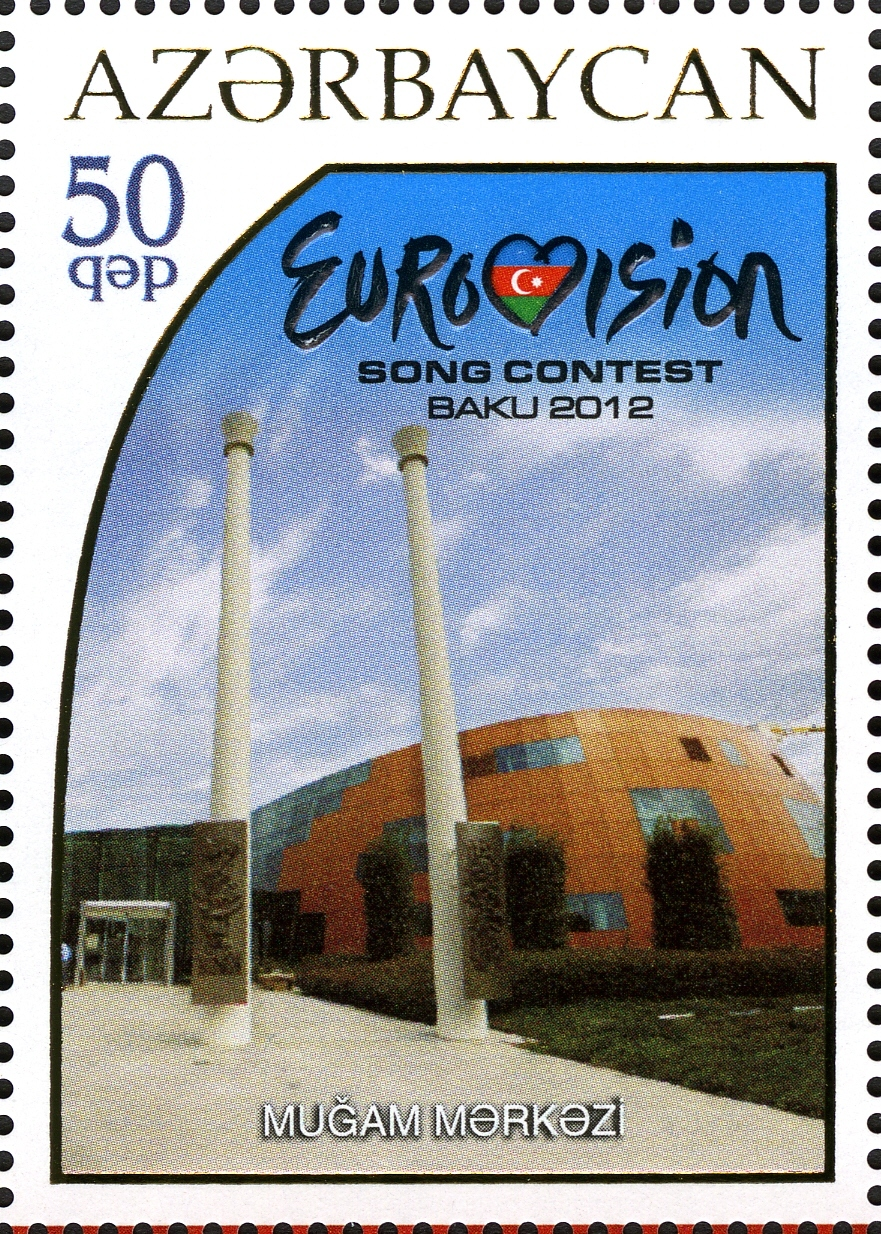
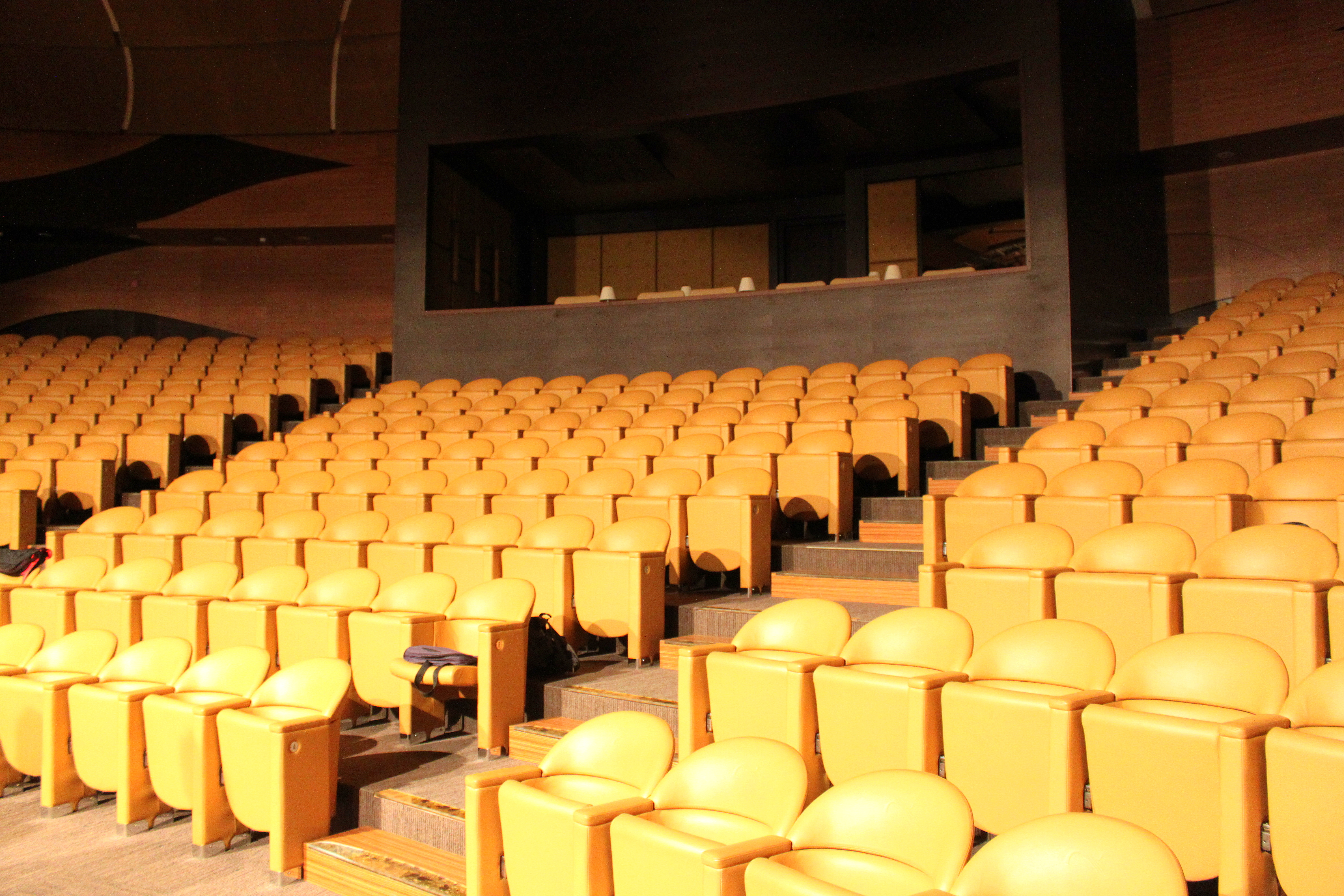